# Ascorhynchus ornatus
Ascorhynchus ornatus là một loài nhện biển trong họ Ascorhynchidae. Loài này thuộc chi Ascorhynchus. Ascorhynchus ornatus được miêu tả khoa học năm 1938 bởi Helfer.